# Мамедов, Абдулла Махамед оглы
Абдулла Махамед оглы Мамедов (азерб. Abdulla Məhəmməd oğlu Məmmədov; 10 марта 1905 года, Шаруро-Даралагезский уезд — 8 марта 2001 года, Шарурский район) — советский азербайджанский хлопковод. Герой Социалистического Труда (1951).

## Биография
Родился 10 марта 1905 года в селе Юхары-Аралык Шаруро-Даралагезского уезда Эриванской губернии (ныне Шарурский район Нахичеванской АР Азербайджана).
Участник Великой Отечественной войны.
Начал трудовую деятельность рядовым колхозником в 1929 году в колхозе имени М. Гусейнзаде Ильичевского района. Позже звеньевой, бригадир, заведующий фермой.
В 1950 году достиг высоких показателей сбора хлопка.
Указом Президиума Верховного Совета СССР от 30 января 1951 года за получение высоких урожаев хлопка Мамедову Абдулле Гасан оглы присвоено звание Героя Социалистического Труда с вручением ордена Ленина и золотой медали «Серп и Молот».
С 1978 года на всесоюзной пенсии.
Скончался 8 марта 2001 года в родном селе.